# 香港版權影印授權協會
香港版權影印授權協會有限公司由部分香港作者與出版社於 1995 年成立，目的在於授權公眾使用他們有版權保護的著作。該會是國際複製權利組織聯盟 (International Federation of Reproduction Rights Organisations, IFRRO) 的成員，表示他們不單代表香港的作家、出版社，也代表聯盟成員旗下的版權持有人。目前該會代表的香港、海外所出版物超過 170 萬本。屬知識產權署已註冊的五家版權特許機構之一。
根據香港《版權條例》，在事先未取得作者、出版商許可的情況下，複製有版權保護的著作超過一個合理使用的限度便是違法的。然而，要尋求香港及各地作者、出版商的許可，並不容易，而香港版權影印授權協會作為一個中介授權機構，令一般人更易於得到複印的授權，一方面該人更易合法進行複印，一方面保障版權持有人的經濟利益。
該會可提供以下已出版的文學作品的複印授權：
- 書籍；
- 報章；
- 雜誌；
- 期刊；
- 樂譜或其他硬拷貝所包含的音樂作品；
- 劇本或其他硬拷貝所包含的戲劇作品；及
- 上述任何已出版文學作品所包含的藝術作品。

該會可發出授權許可，讓使用者複製、影印已出版的特定文學作品（包括包含音樂、戲劇及藝術作品的作品），但不包括在授權許可內列明並未獲授權複印的所有作品。

## 爭議
2000年7月25日無綫電視《新聞透視》報道，「香港版權影印授權協會」向大學師生及圖書館徵費時，限制他們即使向該協會付了錢，也不可影印多於十分之一的內容。然而，在法例上其實早就容許在敎學用途上可影印原書本十分之一以內的內容。報道中，「香港版權影印授權協會」不但遭受訪者質疑收費不合理，有巧取豪奪之嫌，又拒絕記者的訪問。記者按協會的地址登門拜訪時，發現協會當時只是租用職業訓練局創業發展中心一張寫字枱。記者當時要求他們提供會員名單，及相關的授權協議，均遭拒絕。

## 相關網址
1. 香港版權影印授權協會 （页面存档备份，存于）
2. 知識產權署 （页面存档备份，存于）